# Stefano Ticci
Stefano Ticci, né le 13 mai 1962 à Forte dei Marmi, est un bobeur italien.

## Carrière
Pendant sa carrière, Günther Huber participe à quatre éditions des Jeux olympiques d'hiver entre 1984 et 1994 en bob à deux et à quatre. Lors des Jeux d'hiver de 1994 organisés à Lillehammer en Norvège, il remporte la médaille de bronze en bob à deux avec Günther Huber.

## Palmarès

### Jeux Olympiques
- : médaillé de bronze en bob à 2 aux JO 1994.